# Ermelinda Duarte
Maria Ermelinda Oliveira Duarte (Lourenço Marques, 6 de outubro de 1946) é uma atriz e dobradora portuguesa.

## Carreira
Ermelinda Duarte nasceu em Lourenço Marques (actual Maputo), no dia 6 e Outubro de 1946. 
O seu percurso teatral teve inicio na Faculdade de Letras de Lisboa, onde estudou Filologia Germânica. 
Em 1969 entrou para o TEL – Teatro Estúdio de Lisboa. 
Em 1970 desempenhou o papel de Clara no filme Pedro Só de Alfredo Tropa onde contracenou com António Montez, com quem viria posteriormente a casar.  Em 1971 participa na peça "Emilío e os Detectives", encenada por Glicinia Quartin, no Teatro Villaret.
Escreveu o tema "Manuel" que foi gravado por Ana Maria Teodósio (1971) e Introito (1974).
Em 1974 participa na peça "Lisboa 72-74", de Luzia Maria Martins, para o TEL. Foi a autora e cantora da canção "Somos Livres", produzida por José Cid, que foi um grande sucesso no pós-25 de Abril e que pertencia a essa peça. Em 1976 é lançado o single "Nossas Armas São As mãos". 
Em 1980 participou na série Retalhos da Vida de Um Médico baseada na obra homónima de Fernando Namora. Colaborou nas peças "Brinca Brincando" e "Tá Entregue À Bicharada" também apresentadas na RTP.
Na peça "Paga As Favas" do Teatro Ádoque canta as canções "Jovem, Jovem" e "Agora É Festa" que também são lançadas em single. Ainda em 1981 grava um novo single com duas marchas de Lisboa: "Cantar Lisboa" e "Lisboa Num Pregão". 
Além do teatro infantil passou a dedicar-se mais à dobragem de séries de desenhos animados,  como por exemplo nas "Aventuras de Tom Sawyer".
Do casamento com António Montez tem uma filha, a também actriz Helena Montez.

## Discografia
- Somos Livres / Joaquim da Silva - Decca spn 179 G - 1974 [6]
- Nossas Armas São As mãos / À Hora do Sol Romper - Decca spn 202 G - 1976 [7]
- A Justiça: O poema / A canção (da revista "A Paródia") - Adoque/grafitécnica [8]
- Jovem, jovem / Agora é festa - Metro-Som - sing 140-S - 1981 [9]
- Teatro Adóque: Cantar Lisboa / Lisboa num pregão (1º prémio marchas Lisboa 1981) - Metro-Som sing 143-S - 1981 [9][10]
- Aromas de Abril [11]

## Dobragens
- Abelha Maia (Dobragem RTP1) - Aranha Tecla
- Puchi, o Esquilo - Tia Lili
- Bell e Sebastião - Sebastião
- As Aventuras de Tom Sawyer - Tom Sawyer
- O Jacaré Wally (Dobragem RTP1)
- Os Hoobs - Roma
- Um Dinossauro em Nova Iorque - Mãe de Buster
- A Bela e o Monstro - Sra. Samovar
- A Floresta Mágica
- Mickey, um natal mágico - Tia Gurtie
- Recreio: Os Grandes de Castigo - Chefe Stinky
- O Paraíso da Barafunda - Sra. Calloway
- Wallace e Gromit: A Maldição do Coelhomem
- A Idade do Gelo 2: Descongelados - Vozes adicionais
- Pular a Cerca - Stella
- Vila Moleza - Senhora Abelhuda
- Madagáscar 2 - Nana
- Monstros vs. Aliens - Wendy Murphy
- Lenda dos Guardiões - Sra. Plithiver
- Nutri Ventures - Mestre Castanha
- Shrek Para Sempre - Butter Pants
- Gnomeu e Julieta - Lady Azulejo
- Animais Unidos Jamais Serão Vencidos - Winnie
- Capuhinho Vermelho: A Nova Aventura - Verushka Van Vine
- Arthur Christmas - Mãe Natal
- Lorax - Tia Grizelda
- Mr. Peabody e Sherman - Sra. Grunion
- Abelha Maia: O Filme - Rainha
- Paddington - Srª Bird
- Mínimos - Vozes adicionais
- Pan: Viagem À Terra do Nunca
- Mínimos e o Corta-Relva
- Coco - Mama Coco
- Paddington 2 - Srª Bird
- Miraculous: As Aventuras de Ladybug - Sabine Cheng
- Os 3 Entre Nós: Contos de Arcádia - Nana

## Direção de dobragens
- Animaniacs
- Ren e Stimpy - 5ª série
- Sinbad - A Lenda dos Sete Mares - Dirigiu apenas a dobragem da personagem "Marina"
- Harry Potter e a Câmara dos Segredos
- Harry Potter e o Cálice de Fogo
- A Teia da Carlota
- Shrek o Terceiro
- Os Simpsons: o Filme
- Macacos no Espaço
- Os Mosconautas no Mundo da Lua
- Coraline e a Porta Secreta
- Hotel Para Cães
- Nanny McPhee e o Toque de Magia
- Shrek para Sempre
- Winx Club 3D: A Aventura Mágica
- The Looney Tunes Show
- Lanterna Verde: A Série Animada
- Clay Kids
- Tom e Jerry
- Miraculous: As Aventuras de Ladybug
- A Canção do Mar
- Caçadores de Trolls: Contos de Arcadia
- 3 Entre Nós: Contos de Arcadia
- Feiticeiros: Contos de Arcadia